# Sadova, Călărași
Sadova este un sat din raionul Călărași, Republica Moldova.
Între satele Sadova și Rassvet este amplasată rezervația peisagistică Voloca–Verbca.

## Istorie
Prima atestare documentară a satului datează din 25 aprilie 1420:
„Din mila lui Dumnezeu, noi, Alexandru voievod, domn al Țării Moldovei. Facem cunoscut, cu această carte a noastră, tuturor celor care o vor vedea sau o vor auzi citindu-se, că această adevărată slugă a noastră și credincios boier, pan Oană vornic, a slujit mai înainte sfântrăposaților noștri înaintași cu dreapta și credincioasa slujbă, iar astăzi ne slujește nouă cu dreapta și credincioasa slujbă. De aceea, noi, văzând dreapta și credincioasa lui slujbă către noi, l-am miluit cu deosebita noastră milă și i-am dat în țara noastră, în Moldova, satele anume Corneștii, și Miclăușeni, și Lozova, și Săcărenii, și Vornicenii, și Dumeștii și Țigăneștii și Lavreștii și Sadova și Homicești. Toate acestea să-i fie de noi uric, cu tot venitul lor, lui și copiilor lui, și nepoților lui, și strănepoților lui, și răstrănepoților lui și întregului lui neam, cine se va alege cel mai apropiat, neclintit niciodată, în vecii vecilor.

...

Iar pentru mai mare întărire a tuturor celor mai sus-scrise, am poruncit slugii noastre credincioase, pan Isaia logofăt, să scrie și să atârne pecetea noastră la această carte a noastră.

La Suceava, în anul 6928 <1420> aprilie 25.”
La recensământul general al populației din 1930 în Sadova au fost înregistrați 2991 locuitori. Din punct de vederea etnic, populația era alcătuită din 2916 români, 3 germani, 27 ruși, 1 polonez și 37 evrei. 

## Administrație și politică
Componența Consiliului local Sadova (11 consilieri), ales la 5 noiembrie 2023, este următoarea:
|  | Partid                                       | Consilieri | Componență | Componență | Componență | Componență | Componență |
|  | -------------------------------------------- | ---------- | ---------- | ---------- | ---------- | ---------- | ---------- |
|  | Partidul Socialiștilor din Republica Moldova | 5          |            |            |            |            |            |
|  | Partidul Acțiune și Solidaritate             | 3          |            |            |            |            |            |
|  | Candidat independent GHEORGHE RUSU           | 1          |            |            |            |            |            |
|  | Candidat independent VASILE BOCAN            | 1          |            |            |            |            |            |
|  | Partidul Social Democrat European            | 1          |            |            |            |            |            |

## Galerie de imagini

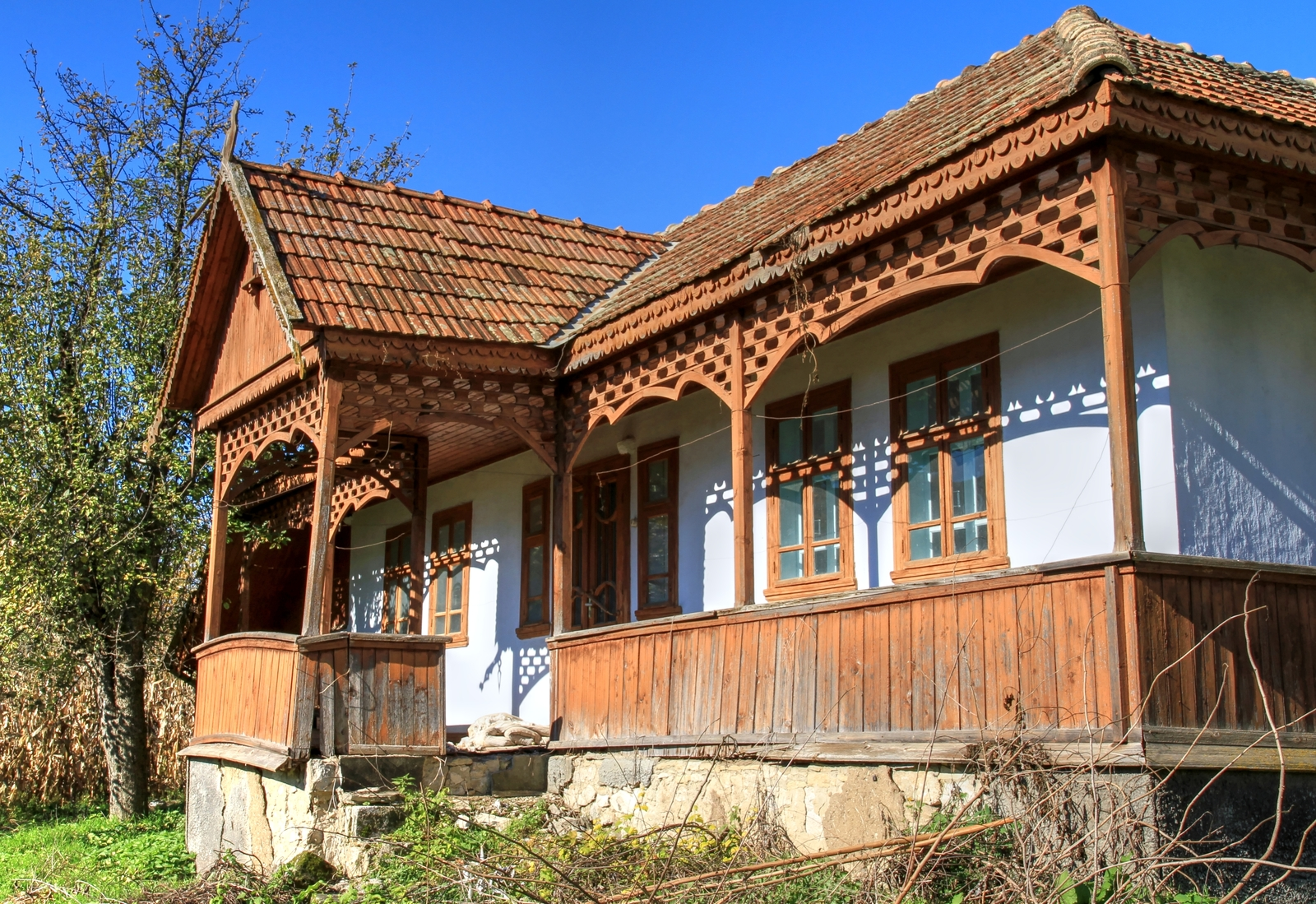
Casă tradițională din Sadova

## Personalități
- Igor Dodon, al 5-lea președinte al Republicii Moldova.